# Saint-Aubin-des-Châteaux
Saint-Aubin-des-Châteaux é uma  comuna francesa, localizada no departamento Loire-Atlantique e na região administrativa do Pays-de-la-Loire.